# Molophilus trispinosus
Molophilus trispinosus là một loài ruồi trong họ Limoniidae. Chúng phân bố ở miền Australasia.